# Elongació (física)

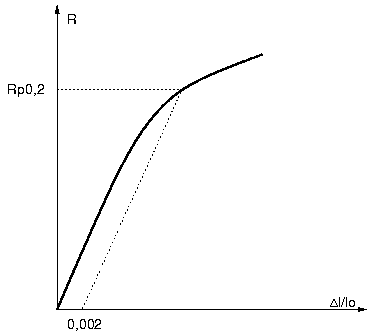
Gràfica d'elongació en un assaig de tracció.

L'allargament conegut com a elongació és l'augment de longitud d'un material o d'un cos vivent (en aquest cas, l'extensió o l'estirament d'un dels seus teixits, especialment del muscular) quan és sotmès a un esforç de tracció sense que se'n produeixi el trencament. Aquest allargament s'expressa en tant por cent (%) respecte a la longitud inicial.

Ala de gran allargament, de superfície alar A

En un material elàstic, quan l'allargament o elongació no supera el límit d'elasticitat del material, aquest recupera la longitud inicial en cessar l'esforç de tracció, però si supera el límit esmentat ja no pot recuperar la longitud inicial.

Ala de poc allargament, amb la mateixa superfície alar A

## Indústria aeronàutica
En aeronàutica, l'allargament o aspect ratio d'un ala és el quocient de dividir l'envergadura per la corda mitjana, és a dir, és la proporció entre la longitud i l'amplària mitjana de l'ala. Aquest valor és decisiu en el valor de la resistència induïda i, per tant, del coeficient de planatge o equivalent l'eficiència de l'ala.
{\displaystyle \Lambda ={\frac {b^{2}}{S}}}
On:
- {\displaystyle \Lambda }: és l'allargament.
- {\displaystyle b}: és l'envergadura.
- {\displaystyle S}: és la superfície de l'ala.